# کاترین آکسنبرگ
کاترین آکسنبرگ (انگلیسی: Catherine Oxenberg؛ زادهٔ ۲۲ سپتامبر ۱۹۶۱) یک هنرپیشه، مانکن، فیلم‌نامه‌نویس و تهیه‌کننده اهل ایالات متحده آمریکا است. وی از سال ۱۹۸۲ میلادی تاکنون مشغول فعالیت بوده‌است.
از فیلم‌ها یا مجموعه‌های تلویزیونی که وی در آن‌ها نقش داشته است می‌توان به بی‌واچ، لانه کرم سفید و دودمان  اشاره نمود.